# В двора
„В двора“ (на френски: Dans la cour) е френски трагикомичен филм от 2014 година на режисьора Пиер Салвадори по негов сценарий в съавторство с Давид Леотар.
В центъра на сюжета е музикант на средна възраст, зависим от алкохол и наркотици, който прекъсва връзките със своите познати и става портиер на жилищен блок. Там се запознава с обитателите, сред които е възрастна жена със засилващи се психически проблеми. Главните роли се изпълняват от Гюстав Керверн и Катрин Деньов.
За ролята си във „В двора“ Деньов е номинирана за награда „Сезар“ за най-добра актриса.